# The Phantom of the Opera (musical de 1986)
The Phantom of the Opera és un musical d'Andrew Lloyd Webber, basat en la novel·la Le Fantôme de l'Opéra de Gaston Leroux. La música va ser composta per Lloyd Webber, i la majoria de les lletres van ser escrites per Charles Hart. Richard Stilgoe també col·laborà en les lletres. Alan Jay Lerner va ser un col·laborador primerenc, però va haver de marxar per malaltia després d'haver treballat en una cançó, Masquerade. L'argument central tracta sobre una bella soprano, Christine Daae, que esdevé l'obsessió d'un misteriós i desfigurat geni musical.
The Phantom of the Opera s'estrena al West End el 1986 i a Broadway el 1988. És el musical que fa més temps que es representa a Broadway, després de superat Cats el 2006; i el segon al West End.
The Phantom of the Opera guanyà el Premi Laurence Olivier de 1986 i el Premi Tony de 1988 a Millor Musical; i Michael Crawford (com el Fantasma) guanyà l'Olivier de 1986 i el Tony de 1988 a Millor Actor de Musical. El show s'ha representat a 149 ciutats de 25 països, i ha tingut més de 100 milions d'espectadors. Amb els ingressos absoluts a tot el món, Phantom és l'espectacle que més diners ha recaptat de tots els temps. Només la producció de Nova York ha ingressat $715 milions, sent el musical de Broadway de més financer.

## Història

### Desenvolupament

#### Idea
El 1984 Andrew Lloyd Webber contactà amb Cameron Mackintosh, el co-productor de Cats i Song and Dance, per proposar un nou musical. Volia fer una peça romàntica, i li suggerí el llibre de Gaston Leroux El Fantasma de l'Òpera com a base. Van veure les versions cinematogràfiques protagonitzades per Lon Chaney el 1925 i per Claude Rains el 1943, però no van veure com convertir-les en un musical. Posteriorment, Lloyd Webber trobà un exemplar de segona mà de la novel·la, descatalogada des de feia molt de temps, la qual li donaria la inspiració necessària per a desenvolupar el musical:
| « | Estava escrivint alguna cosa llavors, i vaig adonar-me que el motiu pel qual estava penjat era que estava intentant escriure una gran història romàntica, i ho havia estat intentat des que vaig començar la meva carrera. Llavors, amb the Phantom, estava allà!" | » |

#### Lletres
Lloyd Webber primer es dirigí a Jim Steinman perquè escrivís les lletres a causa del seu "costat fosc obsessiu", però aquest declinà per tal de complir els seus compromisos amb un disc de Bonnie Tyler. Alan Jay Lerner va ser l'escollit, però va caure molt malalt poc després d'unir-se al projecte i va haver de deixar-ho; i cap de les seves contribucions arribà al show. Richard Stilgoe, el lletrista de Starlight Express va escriure la major part de les lletres originals de la producció. Charles Hart, llavors un desconegut lletrista, va reescriure diverses lletres, entre elles les de Think of Me. Algunes de les contribucions originals de Stilgoe estan presents a la versió final, no obstant això.

#### La partitura
Inspirada en part en una versió musical anterior sobre la mateixa història feta per Ken Hill, la partitura de Lloyd Webber té un to molt operístic en algunes parts, tot i que manté la forma i l'estructura d'un musical. El to operístic queda reservat principalment per a personatges secundaris com els directors del teatre, André i Firmin; la seva Prima Donna, Carlotta; i el tenor principal, Piangi. A més, també serveixen per donar contingut a les òperes fictícies que tenen lloc durant el mateix espectacle (Hannibal, Il Muto, i l'obra mestre del Fantasma, Don Juan Triumphant). Lloyd Webber pren la forma diversos estils de les grans òperes de Meyerbeer, Mozart i, fins i tot, de Gilbert i Sullivan. Aquestes peces sovint són presentades com a fragments musicals, interromputs per diàleg o seqüències d'acció per tal de definir clarament el format de "show dins d'un show"

#### Disseny i direcció
Maria Björnson dissenyà prop de 200 vestits, incloent els espectaculars de la seqüència de la Mascarada. Els seus escenaris, incloent elements com el canelobre, la góndola subterrània i l'escala, han creat un estàndard per al disseny escenogràfic teatral, els quals han aconseguit diversos premis. Hal Prince, director de musicals com Cabaret, Candide, Follies, o Evita, dirigí la producció.

#### La primera prèvia a Sydmonton
Una prèvia del primer acte va representar-se a Sydmonton (llar de Lloyd Webber) el 1985, protagonitzada per Colm Wilkinson com the Phantom, Sarah Brightman com Kristin (després canvià a Christine) i Clive Carter com a Raoul. Aquesta producció molt preliminar usà les lletres originals de Richard Stilgoe, i diverses cançons portaven títols que posteriorment es modificaren, com "What Has Time Done to Me" ("Think of Me"), o "Papers" ("Notes").
La màscara original del Fantasma, que cobria tota la cara i restava al seu lloc durant tota la funció, obscuria la visió de l'actor i modificava la seva veu. Llavors Björnson dissenyà la mitja mascarà per substituir-la, afegint-se a més la seqüència on se li treu la màscara. Clips d'aquesta actuació van ser inclosos en un DVD de la producció de la pel·lícula del 2004.
Perquè el públic fes boca, Lloyd Webber publicà un single amb la cançó "The Phantom of the Opera", interpretada per Sarah Brightman com a Christine i el cantant de rock Steve Harley com el Fantasma; que arribà al setè lloc a les llistes britàniques durant el febrer del 1986. Ken Russell dirigí el vídeo promocional. Un segon single, amb "All I Ask of You", cantat per Cliff Richard i Sarah Brightman va arribar al número 3. Al febrer de 1986, un tercer single amb Michael Crawford cantant "The Music Of the Night" i amb Sarah Brightman cantant "Wishing You Were Somehow Here Again" a la cara B arribà al número 7, marcant el tercer Top Ten en un any de l'espectacle.

### El West End
Phantom començà les prèvies al Her Majesty's Theatre del West End londinenc el 27 de setembre de 1986, estrenant-se el 9 d'octubre sota la direcció de Hal Prince. Va ser coreografiat per Gillian Lynne i l'escenografia era dissenyada per Maria Björnson, amb il·luminació d'Andrew Bridge.
Michael Crawford interpretà el personatge titular, amb Sarah Brightman com Christine i Steve Barton com Raoul. La producció segueix en cartell, encara al Her Majesty's, celebrant el seu 24è aniversari i la seva 10.000a funció a la matinée del 23 d'octubre del 2010, que comptà amb l'assistència a la platea de Lloyd Webber i de Crawford. És el segon musical amb més funcions al West End, només darrere de Les Misérables.

### Broadway
Lloyd Webber va imposar replicar The Phantom allà on es fes; i, per tant, volia que la tripleta protagonista del West End repetís a Broadway. No hi havia cap problema respecte a Michael Crawford, car els americans ja el consideraven una estrella, ni tampoc amb Steve Barton, car és ciutadà americà; però Sarah Brightman, malgrat la seva fama a la Gran Bretanya, llavors no es considerava que tingués prou nom; i al juny de 1987 la American Equity decidí que no podia aparèixer a la versió de Broadway. Però davant l'amenaça de Lloyd Webber que si Sarah Brightman no hi anava, l'espectacle tampoc, al juliol s'arribà a l'acord que, a canvi de deixar-la actuar, en 3 anys donaria el paper protagonista a un musical nou a Londres a una actriu americana sense estatus d'estrella.
Phantom comença les prèvies a Broadway al Majestic Theatre el 9 de gener de 1988, estrenant-se el 26 de gener. Crawford, Brightman i Barton repetiren els seus papers del West End. La producció de Broadway segueix representant-se al Majestic, on realitzà la funció 9.000 al 2009, i el seu 23è aniversari al gener del 2011, convertint-se en el musical de més llarga estada als escenaris de Broadway de tota la història.

## Repartiment
Els repartiments originals de les principals produccions de The Phantom of the Opera van ser:
| Personatge                      | West End         | Broadway         | Tour Nacional      | Canadà                 | Austràlia         | Las Vegas             | 25è aniversari al Royal Albert Hall | Tour del 25è aniversari | Tour mundial      |
| ------------------------------- | ---------------- | ---------------- | ------------------ | ---------------------- | ----------------- | --------------------- | ----------------------------------- | ----------------------- | ----------------- |
| Erik (The Phantom of the Opera) | Michael Crawford | Michael Crawford | Michael Crawford   | Colm Wilkinson         | Anthony Warlow    | Brent Barrett         | Ramin Karimloo                      | John Owen-Jones         | Jonathan Roxmouth |
| Erik (The Phantom of the Opera) | Michael Crawford | Michael Crawford | Michael Crawford   | Colm Wilkinson         | Anthony Warlow    | Anthony Crivello      | Ramin Karimloo                      | John Owen-Jones         | Jonathan Roxmouth |
| Christine Daaé                  | Sarah Brightman  | Sarah Brightman  | Dale Kristien      | Rebecca Caine          | Marina Prior      | Sierra Boggess        | Sierra Boggess                      | Katie Hall              | Meghan Picerno    |
| Christine Daaé                  | Claire Moore     | Patti Cohenour   | Mary D'Arcy        | Rebecca Caine          | Marina Prior      | Elizabeth Loyacano    | Sierra Boggess                      | Katie Hall              | Clara Verdier     |
| Raoul, Vicomte de Chagny        | Steve Barton     | Steve Barton     | Reece Holland      | Byron Nease            | Dale Burridge     | Tim Martin Gleason    | Hadley Fraser                       | Simon Bailey            | Matt Leisy        |
| Carlotta Giudicelli             | Rosemary Ashe    | Judy Kaye        | Leigh Munro        | Lyse Guerin            | Christa Leahmann  | Elena Jeanne Batman   | Wendy Ferguson                      | Angela M. Ceasar        | Beverly Chiat     |
| Carlotta Giudicelli             | Rosemary Ashe    | Judy Kaye        | Leigh Munro        | Lyse Guerin            | Christa Leahmann  | Geena Jeffries Mattox | Wendy Ferguson                      | Angela M. Ceasar        | Beverly Chiat     |
| Madame Giry                     | Mary Millar      | Leila Martin     | Barbara Lang       | Kristina-Marie Guiguet | Geraldene Morrow  | Rebecca Spencer       | Liz Robertson                       | Elizabeth Marsh         | Melina Kalomas    |
| Meg Giry                        | Janet Devenish   | Elisa Heinsohn   | Elisabeth Stringer | Donna Rubin            | Sharon Millerchip | Brianne Kelly Morgan  | Daisy Maywood                       | Hannah Cadec            | Kiruna-Lind Devar |
| Monsieur Richard Firmin         | John Savident    | Nicholas Wyman   | Calvin Remsberg    | Gregory Cross          | Jon Ewing         | Lawson Skala          | Barry James                         | Andy Hockley            | James Borthwick   |
| Monsieur Gilles André           | David Firth      | Cris Groenendaal | Norman Large       | Paul Massel            | John O'May        | John Leslie Wolfe     | Gareth Snook                        | Simon Green             | Curt Olds         |
| Ubaldo Piangi                   | John Aron        | David Romano     | Gualtiero Negrini  | Peter Cormican         | Christopher Dawes | Larry Wayne Morbitt   | Wynne Evans                         | Vincent Pirillo         | Thabiso Masemene  |

Substitucions notables al West End
- Phantom - Dave Willetts, Martin Smith, Peter Karrie, Peter Polycarpou, Simon Bowman, Peter Cousens, Mike Sterling, John Owen-Jones, Ramin Karimloo, Scott Davies
- Christine - Claire Moore, Rebecca Caine, Myrra Malmberg, Rachel Barrell, Leila Benn Harris, Robyn North, Gina Beck
- Raoul – Michael Ball, Robert Meadmore, John Barrowman, Simon Burke, Clive Carter, Simon Bowman, Ramin Karimloo, Oliver Thornton
- Carlotta – Julia Goss, Margaret Preece, Shan Cothi

Substitucions notables a Broadway
- Phantom – Steve Barton, Mark Jacoby, Thomas James O'Leary, Hugh Panaro, Howard McGillin, John Cudia, Tim Martin Gleason, Gary Mauer
- Christine – Rebecca Luker, Lisa Vroman, Rebecca Pitcher, Jennifer Hope Wills
- Raoul – Hugh Panaro, Brad Little, Gary Mauer, John Cudia, Tim Martin Gleason

## Sinopsi

### Pròleg
L'òpera de París, 1911. S'està celebrant una subhasta d'articles vells. El Lot 665, una caixa de música amb un mico, és venut al vell Raoul, Vescomte de Chagny ... tal com ella va dir, murmura. El lot 666 és un canelobre trencat, que, segons explica el subhastador, té relació amb "l'estrany afer del Fantasma de l'Òpera... un misteri mai no resolt..." El canelobre s'il·lumina, s'uneix i a poc a poc s'eleva per damunt del públic i el teatre torna a la seva grandesa de 1880. ("Overture")

### I Acte
Ens trobem el 1881. Mentre Carlotta, la soprano prima donna resident del teatre assatja per a la funció del vespre, un teló cau sense avís. Els nerviosos membres del repartiment creuen que el responsable és el llegendari Fantasma de l'Òpera o Espectre del Teatre. Els nous amos de l'òpera, Firmin i André, intenten menystenir l'incident, però Carlotta es nega a seguir després de dir que això és el que ha passat durant anys. Madame Giry, la directora del ballet, parla a André i Firmin sobre el Fantasma de l'Òpera i les seves demandes, que són que no ha cobrat el seu salari i que la Llotja 5 ha de quedar reservada per a ell. Meg, la filla de Madame Giry, insisteix que Christine Daaé, una corista sueca i filla d'un preeminent violinista, ha estat "ben ensenyada" i pot cantar el paper de Carlotta. Davant l'alternativa de cancel·lar la funció o donar-li el paper, els propietaris escolten l'actuació de Christine i, per a la seva sorpresa, compleix perfectament les seves expectatives. ("Think of Me")
Darrere de l'escenari i després del seu triomfant debut, Christine confesa a la seva amiga Meg que només coneix el seu misteriós professor tan sols com un invisible "Àngel de Música" ("Angel of Music"), que el seu pare li va prometre que li enviaria després de la seva mort. El nou patró, Raoul, el vescomte de Chagny, troba Christine, i recorda que eren amics de petits. Tots dos recorden junts el que el pare d'ella els explicava de l'Àngel de la Música, i ella li confia que l'Àngel l'ha estat visitant i l'ha ensenyat a cantar ("Little Lotte"). Raoul diu que tot plegat són fantasies i la convida a sopar. Després que Raoul marxi, una veu anuncia el seu enuig per la presència de Raoul. Christine demana a l'Àngel que es mostri, i el fantasma de l'Òpera apareix amb l'aparença de l'Àngel al mirall del camerino i s'endú Christine a través del mirall. Raoul ho sent i entra a l'habitació tot just quan ells han desaparegut. ("Angel of Music/The Mirror") El Fantasma guia a Christine al soterrani del Teatre de l'Òpera, travessen un llac subterrani ("The Phantom of the Opera") i arriben al cau secret del Fantasma, un lloc amb un orgue de tubs i dotzenes d'espelmes. El Fantasma explica que ha triat Christine perquè canti la seva música i que està enamorat d'ella. Li demana que oblidi tot el que sabia i vol seduir-la amb una serenata ("The Music of the Night"). Li mostra un maniquí amb la seva faç, que porta un vestit de núvia. Ella es desmaia, i el Fantasma la porta al llit, reafirmant-se en els seus sentiments.
Mentre el Fantasma compon al seu orgue, ("I Remember...") Christine es desperta i sent el so de la caixa de música del mico. Encuriosida per la identitat del Fantasma, se li acosta pel darrere, li treu la màscara i li veu la cara. El Fantasma s'enfurisma per la seva curiositat, però tot seguit expressa el seu anhel per tenir una cara normal i poder ser estimat per Christine ("Stranger Than You Dreamt It"). Després que Christine li hagi tornat la màscara, ell la porta de tornada al seu vestidor del teatre.
Al teatre, Joseph Buquet, el cap dels tramòies, qui (igual que Madame. Giry) inexplicablement sap un munt de coses sobre el Fantasma, explica a tothom qui el vol sentir històries del Fantasma de l'Òpera i del seu terrible nus de Punjab ("Magical Lasso"). Mme Giry l'adverteix que és millor que estigui callat. Al despatx dels directors, Firmin i André reben notes del Fantasma instruint-los de com han de dirigir l'òpera. Raoul arriba volent saber on és Christine i els mostra una nota que ha rebut del Fantasma, advertint-lo que estigui lluny d'ella. Carlotta també entra amb una nota, que creu escrita per Raoul, on diu que Christine li ha pres el lloc. Mme Giry en porta una altra, on el Fantasma exigeix que Christine substitueixi Carlotta a la nova òpera, Il Muto. ("Notes...") Firmin i André asseguren a una enfurismada Carlotta que ella seguirà sent l'estrella ("Prima Donna"), però durant la seva actuació, arriba el desastre: ("Poor Fool, He Makes Me Laugh") el Fantasma redueix la veu de Carlota als raucs d'una granota. Els directors fan sortir el ballet a distreure el públic mentre Christine es prepara per seguir al lloc de Carlotta, però entre els telons apareix el cadàver de Buquet penjant entre bastidors pel llaç de Punjab.
Durant es caos que segueix, Christine escapa amb Raoul a la teulada, on li parla sobre la seva estada al soterrani amb el Fantasma. Raoul es mostra escèptic, ("Why Have You Brought Me Here?/Raoul, I've Been There") però jura estimar-la i protegir-la sempre ("All I Ask of You"). El Fantasma, que ha sentit tota la conversa, queda amb el cor trencat. Jurant venjança contra Raoul i el canelobre de la sala de l'Òpera s'estavella sobre el públic mentre cau el teló ("All I Ask of You (Reprise)").

### II Acte

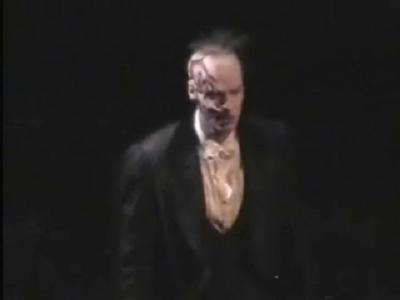
Erik, el Fantasma de l'òpera.

Sis mesos després, enmig de la gala del ball de màscares ("Masquerade"), el Fantasma fa la seva primera aparició des del desastre del canelobre vestit de la Mort Vermella. Anuncia que ha escrit una òpera, titulada Don Juan Triumphant i exigeix que es produeixi immediatament, amb Christine –que està promesa en secret amb Raoul- al paper principal ("Why So Silent?"). Llavors, agafa l'anell de prometatge de Christine i s'esfuma. Raoul demana a Mme Giry que li expliqui tot el que sap sobre el Fantasma. Ella li parla d'una fira ambulant que va arribar a París un dia, l'atracció principal de la qual era un home amb una deformitat terrible a la cara tancat a una caixa, que era un brillant músic, màgic i arquitecte. Poc després de la seva arribada, va fugir. Madame Giry creu que el Fantasma és aquell home.
Raul traça un pla per utilitzar Don Juan Triumphant com a trampa per capturar-lo ("Notes/Twisted Every Way"). Christine està migpartida entre el seu amor vers Raoul i el respecte per l'home que inspirà la seva veu, i inicialment rebutja formar part de la conxorxa, però finalment no té elecció. Visita la tomba del seu pare per intentar calmar el seu neguit ("Wishing You Were Somehow Here Again"). El Fantasma torna a aparèixer, com a Àngel de la Música i intenta seduir-la de nou ("Wandering Child"). Ella hi sucumbeix, però Raoul arriba per protegir-la. El Fantasma intenta provocar Raoul mentre li llença boles de foc eixides del seu bastó ("Bravo, Monsieur!"). Christine amb prou feines aconsegueix evitar que Raoul sigui mort i fugen junts. Sol, el Fantasma declara la guerra entre ells dos i provoca l'incendi del cementiri.
Don Juan Triumphant s'estrena, amb Ubaldo Piangi i Christine cantant els seus papers. Durant el seu duet, Christine s'adona que no està cantant amb Piangi, sinó amb el mateix Fantasma ("The Point of No Return"). Aquest li dona un anell, amb una sentida reprise de "All I Ask of You", però ella li enretira la màscara, mostrant la seva cara deformada a tot el públic. El Fantasma agafa Christine i fugen, mentre que Piangi és trobat mort. De cop i volta tot és un terrabastrall. Mme Giry diu a Raoul on està l'amagatall subterrani del Fantasma i l'hi acompanya una part del camí, tot recordant-li que no oblidi el nus de Punjab ("Down Once More/Track Down This Murderer").
Al cau, Christine ha de posar-se el vestit de núvia del maniquí. Quan pregunta si ha de ser la propera víctima del Fantasma, aquest li respon que el motiu pel qual no ha volgut tornar és la seva cara, la qual va fer que fins i tot la seva mare el rebutgés. Christine li respon que no és la cara, sinó l'ànima el que té estrafet. Raoul arriba al cau, però el Fantasma el captura amb el nus de Punjab. Li diu a Christine que alliberarà Raoul si ella promet quedar-se allà sempre; però si es nega, Raoul morirà ("Final Lair"). Raoul demana a Christine que no sacrifiqui la seva vida per ell, però el Fantasma insisteix que esculli. Christine li prega que torni l'Àngel de Pietat, i finalment li diu que no està sol i el besa apassionadament. El Fantasma, havent experimentat la tendresa i la compassió per primera vegada, els deixa tots dos lliures. Christine li torna l'anell i ell li torna a declarar el seu amor. Però ella, tot plorant, es força a marxar amb Raoul. Ella canta un breu reprise de "All I Ask of You", mentre el Fantasma s'abraça al vel de núvia, replicant amb un reprise de "The Music of the Night", abans de seure al seu tron i cobrir-se amb la capa. La xusma arriba al cau i Meg aparta la capa, però el Fantasma ha desaparegut i queda només la seva màscara.

## Números Musicals
| Primer Acte - "Prologue" - "Overture" - "Hannibal" – Carlotta, Piangi, Chorus i Noies del Ballet - "Think of Me" (Part 1) – Carlotta, Noies del Ballet, André i Buquet - "Think of Me" (Part 2) – Christine i Raoul - "Angel of Music" – Meg i Christine - "Little Lotte/The Mirror (Angel of Music)" – Christine, Raoul i Phantom - "The Phantom of the Opera" – Phantom i Christine - "The Music of the Night" – Phantom - "I Remember/Stranger than You Dreamt It" – Christine i Phantom - "Magical Lasso" – Buquet, Meg, Madame Giry i Noies del Ballet - "Notes/Prima Donna" – Firmin, André, Raoul, Carlotta, Madame Giry, Meg, Piangi, i Phantom - "Poor Fool, He Makes Me Laugh (Il Muto)" – Carlotta, Piangi i Companyia - "Why Have You Brought Me Here?/Raoul, I've Been There" – Raoul i Christine - "All I Ask of You" – Raoul i Christine - "All I Ask of You (Reprise)/Chandelier Crash" – Phantom, Raoul, i Christine | Segon Acte - "Entr'acte" - "Masquerade/Why So Silent" – Firmin, André, Raoul, Carlotta, Madame Giry, Meg, Piangi i Cor/Phantom - "Notes II" – Firmin, André, Carlotta, Piangi, Raoul, Christine, Madame Giry i Phantom - "Twisted Every Way" – Christine i Raoul - "A Rehearsal for Don Juan Triumphant" – Carlotta, Piangi, Christine i Cor - "Wishing You Were Somehow Here Again" – Christine - "Wandering Child/Bravo, Monsieur!" – Phantom, Christine i Raoul - "The Point of No Return" – Phantom i Christine - "Down Once More/Track Down This Murderer" – Phantom, Christine, Raoul, i Companyia - "Final Lair" – Phantom, Christine, i Raoul |

## Instrumentació
L'orquestra de 27 instruments és substancialment més gran que l'habitualment emprada als musicals actuals:
| - Reed I: Flauta/Flautí - Reed II: Flauta/Clarinet - Reed III: Oboè/Corn anglès - Reed IV: Clarinet/Clarinet baix/Requint - Reed V: Fagot | - Trompes I-III - Trompetess I-II - Trombons - Percussió - Teclats I-II: Piano, Sintetitzador | - Violins I-VII - Violes I-II - Cellos I-II - Contrabaix - Arpa |

Una pista prèviament enregistrada, consistent en orgue, Sintetitzadors, bateria sintetitzada, guitàrres elèctriques i baix elèctric, suplementa l'orquestra en viu durant l'Overture i la cançó Phantom of the Opera, per evitar que el soroll dels motors de l'escenografia emprada durant el Viatge a la masmorra sigui amplificat pels micròfons dels actors.
Moltes de les veus fora d'escena del Fantasma també estan pregravades, així com la nota final de Christine a Phantom of the Opera.

## Enregistraments
S'han realitzat enregistraments de les produccions de Londres, alemanya, austríaca, japonesa, mexicana, coreana, polonesa, neerlandesa, hongaresa i canadenca.
Quan l'àlbum de la producció original de Londres va ser publicat en format CD el 1987, esdevingué el primer àlbum en la història del musical anglès en arribar al número 1 a la llista dels més venuts. Ha obtingut tant el disc d'or i de platí tant a la Gran Bretanya com als Estats Units, sent l'àlbum d'una producció teatral més venut de tots els temps, amb més de 40 milions de còpies venudes a tot el món.
El 2004 es publicà el CD amb la banda sonora de l'adaptació cinematogràfica.

## Plagis
El 1987, els hereus de Giacomo Puccini presentaren en una demanda que el vers del clímax de "Music of the Night" se semblava molt a una frase semblant de la seqüència "Quello che tacete" de l'òpera La fanciulla del West. El litigi se solucionà amb un acord fora dels tribunals.
El 1990, un escriptor de cançons de Baltimore anomenat Ray Repp presentà una demanda dient que la cançó del títol estava basat en una cançó que ell havia escrit el 1978 anomenada "Till You Arxivat 2011-07-28 a Wayback Machine.." Després de vuit anys de litigi – incloent un contraatac de Lloyd Webber afirmant que Till You era un plagi de Close Every Door de Joseph and the Amazing Technicolor Dreamcoat – el jurat sentencià a favor de Lloyd Webber.
Roger Waters ha afirmat repetidament que la progressió d'acords de mig to ascendint i descendint de la cançó "Phantom of the Opera" va ser plagiat de la línia de baix de la cançó "Echoes", que apareix a l'àlbum Meddle de Pink Floyd. Malgrat que mai no ha emprès cap acció legal, va referir-se a Lloyd Webber insultantment a la seva cançó "It's a Miracle":
"We cower in our shelters/With our hands over our ears/Lloyd-Webber's awful stuff/Runs for years and years and years/An earthquake hits the theatre/But the operetta lingers/Then the piano lid comes down/And breaks his fucking fingers./It's a miracle!".

## Altres produccions
The Phantom of the Opera ha estat traduït a diversos idiomes, i produït en més de 20 països. Llevat de dues excepcions (Polònia i Hongria), totes les produccions han estat clòniques de l'original (en escenografia, direcció, vestuari i posada en escena).
| País /Ciutat   | Teatre                                  | Estrena                | Cloenda                | Notes |
| -------------- | --------------------------------------- | ---------------------- | ---------------------- | --- |
| Nagoya         | Shiki-Gekijō                            | 1988                   |                        | Va ser la primera producció en un idioma diferent a l'anglès |
| Viena          | Theater an der Wien                     | desembre de 1988       |                        | Primera producció en alemany. |
| Estocolm       |                                         | 1989                   | 1995                   | Més de 1.000 funcions |
| Austràlia      |                                         | 1990                   | 1998                   | Gira per Melbourne, Sydney, Brisbane, Adelaida, Perth i Auckland |
| Los Angeles    | Pantages Theatre                        | 1989                   | 1993                   | |
| Canadà         |                                         | 11 de març de 1991     | octubre de 1995        | Gira per Canadà, Hawaii, Alaska, Hong Kong i Singapur |
| San Francisco  |                                         | 1993                   | 1999                   | |
| Scheveningen   | Circus Theatre                          | 1993                   | 1996                   | Més de 1.000 funcions |
| Singapur       | Kallang Theatre                         | 26 de febrer de 1995   | 20 de maig de 1995     | |
| Basilea        | Musical Theatre Messe Basel             | 1996                   | 1997                   | Realitzada tant en anglès com en alemany |
| Buenos Aires   | Palais des Sports                       | març de 2009           | 29 de novembre de 2009 | 194 funcions |
| Bèlgica        |                                         |                        |                        | La producció realitzà una gira en neerlandès per Bèlgica. |
| São Paulo      | Teatro Abril                            | abril del 2005         |                        | |
| Toronto        |                                         |                        |                        | |
| Canadà         |                                         | 2006                   | 2007                   | Gira per Calgary, Vancouver, Edmonton, Winnipeg, Toronto, Saskatoon i Ottawa. |
| Las Vegas      | The Venetian Resort Hotel Casino        | 24 de juny de 2006     |                        | Versió reduïda a 95 minuts |
| Madrid         | Teatro Lope de Vega                     | 4 de setembre del 2002 |                        | |
| Taiwan         | National Theater and Concert Hall       | 18 de gener de 2006    | juliol de 2009         | |
| Hong Kong      | Hong Kong Cultural Centre Grand Theatre | juny de 1995           | octubre de 1995        | |
| Hong Kong      | Hong Kong Cultural Centre Grand Theatre | juliol de 2006         | agost de 2006          | |
| Budapest       | Madách Theatre                          | 2003                   |                        | Va ser el primer Phantom en incorporar direcció, escenografies i vestuari noves. La 500a funció presentà 4 repartiments successius, acabant amb 3 Christines i 4 Fantasmes cantant junts al final The Phantom of the Opera |
| Seül           | Charlotte Theater                       | 2009                   |                        | |
| Mèxic          | Centro Cultural Telmex                  | desembre de 1999       |                        | |
| Shanghai       | Shanghai Grand Theatre                  |                        |                        | 97 funcions |
| Copenhaguen    | Det Ny Theater                          |                        |                        | 2000–2001, 2003–2004, 2009 |
| Alemanya       |                                         |                        |                        | Han hagut 3 produccions alemanyes: Hamburg, Stuttgart i Essen |
| Varsòvia       | Teatr Muzyczny Roma                     | març de 2008           | juny de 2010           | Presentava una direcció, vestuari i esceongrafiia original. |
| Ciutat del Cap | The South African State Theatre         | 2004                   |                        | |

Al desembre de 2004 s'estrenà la versió cinematogràfica, protagonitzada per Gerard Butler com the Phantom, Emmy Rossum com Christine, Patrick Wilson com Raoul i Minnie Driver com Carlotta.
Existeix una versió disponible amateur a disposició d'instituts i universitats.

## Phantom - The Las Vegas Spectacular
El 24 de juny de 2006 va estrenar-se una producció editada al The Venetian Resort Hotel Casino de Las Vegas, Nevada, anomenada Phantom-The Las Vegas Spectacular, en un teatre construït especialment imitant l'Òpera Garnier de París. La producció té una durada de 95 minuts, sense descans, i va ser creat pel director i la coreògrafa originals, Harold Prince i Gillian Lynne.
Gairebé 45 minuts del material van ser eliminats, incloent la major part de les línies parlades, les seqüències de ball i aquelles seqüències que no són crucials per a la trama principal. Si bé la majoria dels números musicals han quedat intactes, "Poor Fool, He Makes Me Laugh" i "The Point of No Return" han estat retallats. Altres canvis segueixen les petjades de la pel·lícula, com que el canelobre cau en el clímax de "The Point of No Return" i no pas al "All I Ask of You").
Per assegurar el programa de sis dies de funcions a la setmana, els personatges de The Phantom, Christine Daaé i Carlotta Guidicelli estan doblats.

## Premis i nominacions

### Producció Original de Londres
| Any  | Premi                  | Categoria               | Nominat                | Resultat  |
| ---- | ---------------------- | ----------------------- | ---------------------- | --------- |
| 1986 | Premi Laurence Olivier | Millor Musical          | Millor Musical         | Guanyador |
| 1986 | Premi Laurence Olivier | Millor Actor de Musical | Michael Crawford       | Guanyador |
| 1986 | Premi Laurence Olivier | Millor Escenografia     | Maria Björnson         | Nominada  |
| 2002 | Premi Laurence Olivier | Espectacle Més Popular  | Espectacle Més Popular | Guanyador |

### Producció original de Broadway
| Any  | Premi            | Categoria                               | Nominat                                             | Resultat   |
| ---- | ---------------- | --------------------------------------- | --------------------------------------------------- | ---------- |
| 1988 | Premi Drama Desk | Musical Més Destacat                    | Musical Més Destacat                                | Nominat    |
| 1988 | Premi Drama Desk | Actor Més Destacat en un Musical        | Michael Crawford                                    | Guanyador  |
| 1988 | Premi Drama Desk | Actriu Més Destacat en un Musical       | Sarah Brightman                                     | Nominada   |
| 1988 | Premi Drama Desk | Director de Musical Més Destacat        | Harold Prince                                       | Guanyador  |
| 1988 | Premi Drama Desk | Música Més Destacada                    | Andrew Lloyd Webber                                 | Guanyador  |
| 1988 | Premi Drama Desk | Orquestracions Més Destacades           | David Cullen i Andrew Lloyd Webber                  | Guanyadors |
| 1988 | Premi Drama Desk | Escenografia Més Destacada              | Maria Björnson                                      | Guanyadora |
| 1988 | Premi Drama Desk | Vestuari Més Destacat                   | Maria Björnson                                      | Guanyadora |
| 1988 | Premi Drama Desk | Il·luminació Més Destacada              | Andrew Bridge                                       | Guanyador  |
| 1988 | Premi Tony       | Millor Musical                          | Millor Musical                                      | Guanyador  |
| 1988 | Premi Tony       | Millor Actor Protagonista de Musical    | Michael Crawford                                    | Guanyador  |
| 1988 | Premi Tony       | Millor Actriu de Repartiment de Musical | Judy Kaye                                           | Guanyadora |
| 1988 | Premi Tony       | Millor Direcció de Musical              | Harold Prince                                       | Guanyador  |
| 1988 | Premi Tony       | Millor Llibret de Musical               | Richard Stilgoe i Andrew Lloyd Webber               | Nominats   |
| 1988 | Premi Tony       | Millor Banda Sonora                     | Andrew Lloyd Webber, Charles Hart i Richard Stilgoe | Nominats   |
| 1988 | Premi Tony       | Millor Escenografia                     | Maria Björnson                                      | Guanyadora |
| 1988 | Premi Tony       | Millor Vestuari                         | Maria Björnson                                      | Guanyadora |
| 1988 | Premi Tony       | Millor Il·luminació                     | Andrew Bridge                                       | Guanyador  |
| 1988 | Premi Tony       | Millor Coreografia                      | Gillian Lynne                                       | Nominada   |

## Seqüela
Entre 2007 es creà una seqüela, amb llibret de Lloyd Webber, Glenn Slater i Ben Elton, i lletres de Slater. Va rebre el títol de Love Never Dies, i estava inspirat en la novel·la The Phantom of Manhattan, publicat el 1999 i escrit per Frederick Forsyth, que havia col·laborat amb Lloyd Webber en la seqüela anys abans. Dirigit per Jacj O'Brien i coreografiada per Jerry Mitchell, i amb disseny escenogràfic de Bob Crowley, s'estrenà al Adelphi Theatre del West End el 9 de març de 2010. Va ser la primera vegada que una seqüela s'estrenava a Londres. L'estrena va ser retardada de la seva data original el 26 d'octubre de 2009. Estava previst que l'estrena a Broadwat fos l'11 de novembre del 2010, però a causa de les operacions de post-operatori d'una cirurgia de càncer de pròstata, l'estrena va ser retardada a la primavera de 2011. A l'octubre del 2010 l'estrena a Broadway va ser posposada indefinidament.
Situat el 1907, una dècada després del final de The Phantom. Christine és convidada a actuar a "Phantasma", una nova atracció a Coney Island, per un empresari anònim i, amb el seu marit Raoul i el seu fill Gustave, viatja fins a Brooklyn, sense pensar que és el Fantasma qui ha preparat la seva aparició allà.
El musical va rebre crítiques diverses.